# Kolpingkreuz Giesel
Das Kolpingkreuz ist ein Denkmal zur Erinnerung an das 50-jährige Bestehen der Kolpingfamilie Giesel für den katholischen Priester und Begründer des Kolpingwerks Adolph Kolping (1813–1865) oberhalb der Ortslage von Giesel, Gemeinde Neuhof (bei Fulda) im osthessischen, Landkreis Fulda, in der östlichen Flurlage „An der Zellert“.

## Geschichte / Beschreibung
Das auf einem Betonfundament stehende 16 Meter hohe Kreuz mit einer Spannweite von 7 Metern am Querbalken wurde 1979 aus einem Lärchenholzstamm nahe der „Herrgottseiche“ am Gieseler Wallfahrtsweg nach Kleinheiligkreuz gefällt. Es wurde von Mitgliedern der Kolpingfamilie Giesel im Sägewerk Engel in Sickels gezimmert. Von weitem wirkt das Kolpingkreuz wie ein Bergkreuz über dem örtlichen Friedhof.

## Gedenkplatte

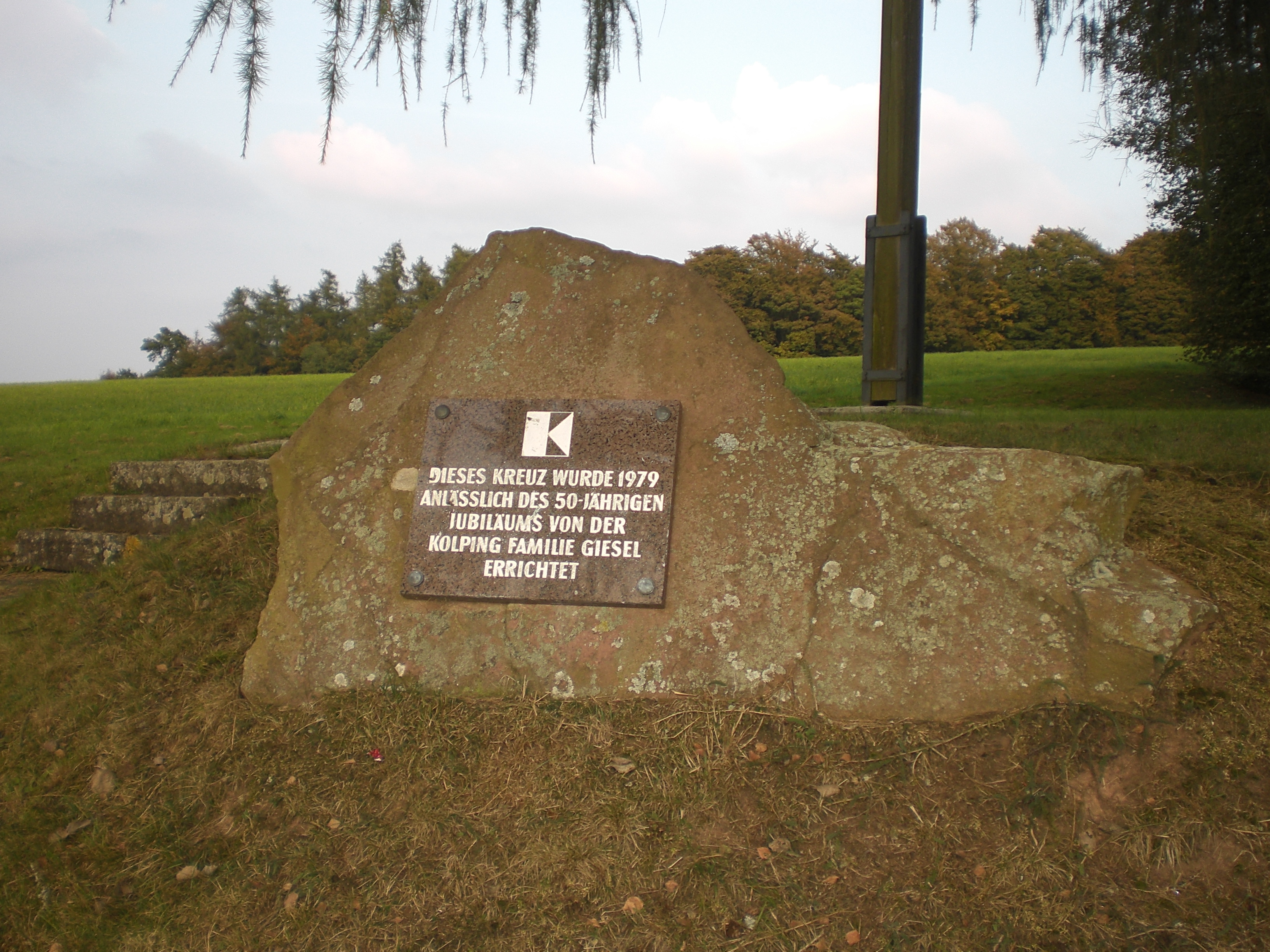
Die Gedenkplatte / Widmungstafel am Kolpingkreuz in Giesel

Bei der Errichtung des Kolpingkreuzes wurde ein Sandsteinblock mit einer Gedenkplatte mit folgendem Text enthüllt:
```
Stilisiertes Kolpingzeichen
DIESES KREUZ WURDE 1979
ANLÄSSLICH DES 50 - JÄHRIGEN
JUBILÄUMS VON DER
KOLPING FAMILIE GIESEL
ERRICHTET

```

## Kirchliche Weihe
Am 1. Juli 1979 wurde das Kreuz von Präses Pfarrer Rudolf Faulstich beim Jubiläumsgottesdienst zum 50-jährigen Bestehen vor Ort geweiht. Die musikalische Gestaltung hatte der Musikverein "Heimatklänge Giesel" übernommen.
Die Gemeinde Neuhof ist Eigentümerin der sogenannten „Kaufmanns-Ruh“, einer Restwegefläche der Flurbereinigung Giesel, und stellte die Grundstücksfläche unter Bürgermeister Martin Hohmann, Ortsvorsteher Karl Schneider und Bruno Block als damaligem Vorsitzenden der Kolpingfamilie kostenfrei zur Verfügung.